# 싼장성
싼장성(중국어: 三江省, 병음: Sānjiāng, 한국어: 삼강성)은 만주국의 성이다. 약칭은 싼(三)이다. 1934년 12월, 만주국 정부에 의하여 헤이룽장성(黑龙江省)과 지린성(吉林省)의 일부 지역에 신설되었고, 1945년 8월, 만주국이 해체되면서 자연 소멸하였다. 오늘날 헤이룽장성의 북동부 지역에 위치하였었다.

## 역사
1934년(강덕 원년) 12월 1일, 만주국은 헤이룽장성 및 지린성을 분할하여 싼장성을 설치하였다. 퉁허현(通河县), 펑산현(凤山县), 탕위안현(汤原县), 뤄베이현(萝北县), 쑤이빈현(绥滨县), 팡정현(方正县), 이란현(依兰县), 화촨현(桦川县), 푸진현(富锦县), 보리현(勃利县), 바오칭현(宝清县), 라오허현(饶河县), 퉁장현(同江县), 푸위안현(抚远县)의 14현을 관할하였다. 1937년(강덕 4년) 7월, 자무쓰시(佳木斯市)가 설치되어 성 정부 소재지가 되었다.
1939년 6월, 허리현(鹤立县)을 신설하는 것과 동시에 펑산현을 퉁허현에 편입하였으며, 바오칭 현과 라오허 현이 신설된 둥안성(东安省)으로 이관되어 1시 12현을 관할하게 되었다. 1941년(강덕 8년) 1월, 보리현이 둥안성으로 이관되었고, 동년 8월 헤이허성(黑河省)의 포산 현(佛山县)이 싼장성으로 이관되었다. 1945년 8월, 만주국의 해체와 더불어서 자연 소멸하였지만, 싼장성 지역에 허장성(合江省)이 설치되었다.

## 행정 구역
1945년 8월, 만주국 해체 직전의 행정 구역
- 자무쓰시(佳木斯市)
- 팡정현(方正县)
- 이란현(依兰县)
- 푸위안현(抚远县)
- 퉁장현(同江县)
- 푸진현(富锦县)
- 화촨현(桦川县)
- 퉁허현(通河县)
- 탕위안현(汤原县)
- 허리현(鹤立县)
- 뤄베이현(萝北县)
- 쑤이빈현(绥滨县)
- 포산현(佛山县)

## 같이 보기
- 만주국의 행정 구역